# گارنووو دوژه
گارنووو دوژه (به لهستانی:  Garnowo Duże) یک روستا در لهستان است که در گمینا گوومین-اوشرودک واقع شده‌است.
 گارنووو دوژه  ۲۴۰ نفر جمعیت دارد.